# Ghuryx perinetella
Ghuryx perinetella är en fjärilsart som beskrevs av Pierre E.L. Viette 1956. Ghuryx perinetella ingår i släktet Ghuryx och familjen plattmalar. Inga underarter finns listade i Catalogue of Life.